# Fidena castanea
Fidena castanea är en tvåvingeart som först beskrevs av Perty 1833.  Fidena castanea ingår i släktet Fidena och familjen bromsar. Inga underarter finns listade i Catalogue of Life.